# Partecipanti al Tour de France 1937
Qui di seguito viene riportato l'elenco dei partecipanti al Tour de France 1937.

## Corridori per squadra
Nota: R ritirato, NP non partito, FT fuori tempo massimo
| Belgio   | Belgio                  | Belgio   | Spagna                | Spagna                | Spagna                | Individuali | Individuali        | Individuali |
| -------- | ----------------------- | -------- | --------------------- | --------------------- | --------------------- | ----------- | ------------------ | ----------- |
| 1        | Sylvère Maes            | NP 17ª   | 41                    | Mariano Cañardo       | 30º                   | 112         | André Bramard      | R 8ª        |
| 2        | Félicien Vervaecke      | NP 17ª   | 42                    | Julián Berrendero     | 15º                   | 113         | Maurice Cacheux    | R 8ª        |
| 3        | Albert Hendrickx        | R 6ª     | 43                    | Antonio Prior         | R 11ª                 | 114         | Bruno Carini       | 42º         |
| 4        | Robert Wierinckx        | NP 17ª   | 44                    | Federico Ezquerra     | R 14ª                 | 115         | Victor Cosson      | 17º         |
| 5        | Hubert Deltour          | NP 17ª   | 45                    | Rafael Ramos          | R 11ª                 | 116         | Gabriel Dubois     | 34º         |
| 6        | Albertin Disseaux       | NP 17ª   | 46                    | Juan Gimeno           | R 9ª                  | 117         | Sauveur Ducazeaux  | 19º         |
| 7        | Gustave Danneels        | NP 17ª   | Paesi Bassi           | Paesi Bassi           | Paesi Bassi           | 118         | Jean Fréchaut      | 10º         |
| 8        | Jules Lowie             | NP 17ª   | 47                    | Albert Van Schendel   | R 10ª                 | 119         | Fabien Galateau    | 25º         |
| 9        | Marcel Kint             | NP 17ª   | 48                    | Theo Middelkamp       | R 5ª                  | 120         | Pierre Gallien     | 9º          |
| 10       | Éloi Meulenberg         | NP 17ª   | 49                    | Antoon van Schendel   | 33º                   | 121         | Jean-Marie Goasmat | 18º         |
| Italia   | Italia                  | Italia   | 50                    | John Braspennincx     | R 5ª                  | 122         | Robert Godard      | R 7ª        |
| 11       | Gino Bartali            | R 12ª    | 51                    | Gerrit van de Ruit    | R 5ª                  | 123         | Jean Goujon        | 35º         |
| 12       | Jules Rossi             | R 8ª     | 52                    | Piet van Nek          | R 2ª                  | 124         | Marcel Laurent     | 13º         |
| 13       | Giuseppe Martano        | 24º      | Lussemburgo           | Lussemburgo           | Lussemburgo           | 125         | Raymond Lemarie    | 40º         |
| 14       | Marco Cimatti           | R 5ª     | 53                    | Pierre Clemens        | R 8ª                  | 126         | Paul Maye          | R 5ª        |
| 15       | Glauco Servadei         | R 2ª     | 54                    | Arsène Mersch         | 27º                   | 127         | Robert Oubron      | 20º         |
| 16       | Carlo Romanatti         | 36º      | 55                    | Mathias Clemens       | R 2ª                  | 128         | Raymond Passat     | 12º         |
| 17       | Walter Generati         | R 5ª     | 56                    | Jean Majerus          | R 8ª                  | 129         | Henri Puppo        | 23º         |
| 18       | Augusto Introzzi        | 26º      | 57                    | François Neuens       | 38º                   | 130         | Joseph Soffietti   | R 5ª        |
| 19       | Giovanni Valetti        | R 2ª     | 58                    | Aloïs Klensch         | 46º                   | 134         | Alphonse Antoine   | R 15ª       |
| 20       | Francesco Camusso       | 4º       | Svizzera              | Svizzera              | Svizzera              |             |                    |             |
| Germania | Germania                | Germania | 59                    | Robert Zimmermann     | 31º                   |             |                    |             |
| 21       | Oskar Thierbach         | 14º      | 60                    | René Pedroli          | 39º                   |             |                    |             |
| 22       | Ludwig Geyer            | 28º      | 61                    | Léo Amberg            | 3º                    |             |                    |             |
| 23       | Otto Weckerling         | 41º      | 62                    | Fritz Saladin         | R 9ª                  |             |                    |             |
| 24       | Erich Bautz             | 9º       | 63                    | Gottlieb Weber        | R 9ª                  |             |                    |             |
| 25       | Heinrich Schultenjohann | R 4ª     | 64                    | Paul Egli             | 29º                   |             |                    |             |
| 26       | Heinz Wengler           | 37º      | Gran Bretagna/ Canada | Gran Bretagna/ Canada | Gran Bretagna/ Canada |             |                    |             |
| 27       | Reinhold Wendel         | 45º      | 65                    | Charlie Holland       | R 14ª                 |             |                    |             |
| 28       | Hermann Schild          | R 5ª     | 66                    | Bill Burl             | R 2ª                  |             |                    |             |
| 29       | Willi Oberbeck          | R 5ª     | 66                    | Pierre Gachon         | R 1ª                  |             |                    |             |
| 30       | Herbert Hauswald        | 43º      | Individuali           | Individuali           | Individuali           |             |                    |             |
| Francia  | Francia                 | Francia  | 101                   | Adolf Braeckeveldt    | 22º                   |             |                    |             |
| 31       | Paul Chocque            | 7º       | 102                   | Gustaaf Deloor        | 16º                   |             |                    |             |
| 32       | Roger Lapébie           | 1º       | 103                   | Herbert Müller        | 11º                   |             |                    |             |
| 33       | René Le Grevès          | R 9ª     | 104                   | Edward Vissers        | 6º                    |             |                    |             |
| 34       | Emile Gamard            | 44º      | 105                   | Edoardo Molinar       | R 7ª                  |             |                    |             |
| 35       | Pierre Cloarec          | 32º      | 106                   | Mario Vicini          | 2º                    |             |                    |             |
| 36       | Maurice Archambaud      | R 7ª     | 107                   | Settimio Simonini     | R 9ª                  |             |                    |             |
| 37       | Georges Speicher        | NP 7ª    | 108                   | Ambrogio Morelli      | R 2ª                  |             |                    |             |
| 38       | Louis Thiétard          | R 6ª     | 109                   | Pierre Allès          | NP 5ª                 |             |                    |             |
| 39       | Robert Tanneveau        | 21º      | 110                   | Pierre Cento          | NP 5ª                 |             |                    |             |
| 40       | Sylvain Marcaillou      | 5º       | 111                   | André Auville         | R 5ª                  |             |                    |             |